# Lars Vesterbirk
Lars Vesterbirk (* 2. April 1946 in Hellerup; † 29. Mai 2021 in Kragenæs) war ein dänischer Beamter und Diplomat.

## Leben
Lars Vesterbirk war der Sohn des Kriminalkommissars Charles D. K. Vesterbirk († 1982) und der Bistumsbuchhalterin Grethe Helen Larsen († 2014). Sein Vater war Polizeimeister in Grönland, weswegen Lars dort aufwuchs. Er besuchte später die Kathedralschule in Nykøbing Falster, die er 1965 abschloss. Anschließend begann er ein Jurastudium an der Universität Kopenhagen, das er 1972 als cand. jur. abschloss. Am 12. August 1973 heiratete er die Sekretärin Kirsten Bødker Møller (* 1946), mit der er zwei Kinder bekam. Die Ehe wurde später geschieden und er lebte später mit der Journalistin und Autorin Susanne Bernth (* 1951) zusammen.
1972 wurde er als Ministersekretär im Grønlandsministeriet angestellt. Im Jahr darauf wurde er Bevollmächtigter bei Landshøvding Hans J. Lassen, was er bis 1977 blieb. 1978 war er Special Assistant des Kommissars der Nordwest-Territorien Stuart Milton Hodgson. 1979 wurde er Bevollmächtigter im Grønlandsministeriet und von 1980 bis 1982 wieder Ministersekretär dort. Anschließend wurde er als Administrationschef im Dänemarkbüro der grönländischen Regierung angestellt, was er bis 1987 blieb. 1988 wurde er kommissarischer Regierungsdirektor. Von 1989 bis 1992 war er Direktor des Dänemarkbüros. Anschließend wurde er zum ersten grönländischen Vertreter in der dänischen EU-Botschaft in Brüssel ernannt und war damit gewissermaßen Grönlands erster Diplomat. Von 1995 bis 1997 war er Direktor des Rohstoffbüros in Nuuk. Bereits von 1988 bis 1991 war er Berater im Gemeinschaftsrat für mineralische Rohstoffe gewesen. Anschließend wurde er wieder Repräsentationschef bei der EU, bis er 2008 pensioniert wurde.
In seinen Ämtern war Lars Vesterbirk im Laufe der Jahre als Verhandlungspartner an vielen bedeutenden Entscheidungen beteiligt. Er erarbeitete das Abkommen zum EU-Austritt Grönlands 1985, bei dem Grönland freier Zugang zum europäischen Binnenmarkt in Bezug auf Fischereiprodukte gewährt wurde. Zudem war er an den Verhandlungen zum militärischen Rückzug der USA aus Grönland Anfang der 1990er Jahre beteiligt. Als Direktor des Rohstoffbüros war er an der Übernahme der Rohstoffpolitik nach Grönland beteiligt. Später verhandelte er weitere Abkommen mit der EU.
Lars Vesterbirk hatte nebenher zahlreiche Aufsichtsratsposten inne. Von 1988 bis 1991 war er Aufsichtsratsvorsitzender bei Nuuk Imeq und von 1999 bis 2006 bei Greenland Resources, wo er bereits seit 1997 im Aufsichtsrat saß, sowie von 2011 bis 2020 beim Wasserwerk Kragenæs und von 2012 bis 2018 beim Wasserwerk Borresminde. Darüber hinaus saß er in folgenden Aufsichtsräten: Nordisk Mineselskab (1985–1991), Arktisk Minekompagni (1985–1991), Peary Land Fonden (1985–1992), Grønlands Baseselskab (1988–1992), Royal Greenland (1988–1994 und 1998–2001), Platinova (1988–1995), Greenland Contractors (1997–2005), GEUS (1997), Hotel Hans Egede (1997–2002) und Entwicklungsforum Porten til Smålandshavet (ab 2014).
Gemeinsam mit Jakob Janussen, Per Danker und Einar Lemche schrieb er 2018 das Buch Juntaaq über Jonathan Motzfeldt.
Lars Vesterbirk war Ritter 1. Grades des Dannebrogordens, Kommandeur des belgischen Kronenordens und wurde am 1. Oktober 1990 mit dem Nersornaat in Silber ausgezeichnet. Er starb am 29. Mai 2021 im Alter von 75 Jahren.